# Foresight Institute
Das Foresight Institute ist eine gemeinnützige Organisation mit dem Ziel, die Öffentlichkeit über Nanotechnologie zu informieren, vor allem im Hinblick auf die Möglichkeiten, die mit  molekularer Nanotechnologie (MNT) zu erwarten sind.

## Geschichte und Ziele
Das Institut wurde 1985 von K. Eric Drexler und Christine Peterson, Drexlers damaliger Frau, gegründet, ein Jahr vor Erscheinen von Drexlers Engines of Creation. Es befindet sich in Palo Alto, Kalifornien, im Silicon Valley. 
Das Institut ist grundsätzlich positiv gegenüber MNT eingestellt und vertritt die Position, dass eine frühere Entwicklung besser ist als eine spätere Entwicklung, da MNT enormes Potential hat zur Linderung der meisten dringenden Probleme der Welt heute und in absehbarer Zukunft.
Die Schwesterorganisation Institute for Molecular Manufacturing (IMM) betreibt MNT-Forschung.

## Aktivitäten
Einige Mitarbeiter haben bereits mehrmals vor dem US-Senat gesprochen, um auf die Möglichkeiten und Gefahren von MNT hinzuweisen und um die Erforschung dieser Chancen und Risiken voranzutreiben.
Seit 1989 veranstaltet das Institut jährliche Konferenzen zu MNT, auf denen der Stand der Forschung vorgestellt und ausgetauscht wird, und auch Unternehmern die Möglichkeit gibt, Kontakte zu knüpfen.
Die Website des Instituts bietet eine sehr umfangreiche Sammlung von im Netz verfügbaren Ressourcen zu allen möglichen Themen, die mit Nanotechnologie im Zusammenhang stehen. Es gibt außerdem den Newsletter "Foresight update" (ca. vierteljährlich).
Der amerikanische Medienwissenschaftler David M. Berube weist darauf hin, dass über alle hier genannten Aktivitäten (sowie eine aggressive Strategie des Fundraisings) das Institut die eigene Marke "Nanotechnologie" geschaffen hat und auch vermarktet, ähnlich wie das Center for Responsible Nanotechnology, das ebenfalls zu der Gründungsfigur K. Eric Drexler hinführt: "They are both proponents of their own brand of nanotechnology." (David M Berube: Nano-Hype: The Truth Behind The Nanotechnology Buzz. New York, Prometheus Books 2006, p. 247) Berube entlarvt diese Organisation, die sich selbst als eine Art gesellschaftliche "Wachhund"-Organisation (watchdog organisation) darstellt, in seinem Buch Nano-Hype gewissermaßen als Nanotechnology-Promotion-Machine: d. h., es handelt sich bei dieser Organisation um eine riesige Werbungsmaschinerie in eigener Sache, deren Einfluss bis in die Regierungsspitzen aller westlichen Gesellschaften reicht.
Daneben veranstaltet die Einrichtung Gesprächsreihen, beispielsweise zu den anarchokapitalistischen Wirtschaftskonzepten Balaji S. Srinivasans.

## Preise und Auszeichnungen
Das Institut hat mehrere Preise und Auszeichnungen ausgelobt:
- Feynman Grand Prize. Benannt nach Richard P. Feynman, stellt dieser Preis den höchsten dar, den das Institut ausgelobt hat. Er wird für die erste Demonstration eines 8-bit-Addierers von 50 nm Größe und eines Roboterarms von 100 nm Größe verliehen, wichtige Grundlagen für künftige Nanocomputer bzw. molekulare Fertigung. Der Preis wird seit 1996 ausgelobt und ist mit US$ 250.000 dotiert.
- Feynman Prize. 1993, 1995, 1997 und seit 1997 jährlich wurden und werden je US$ 5.000 für eine theoretische und eine praktische Forschungsarbeit verliehen, die dazu dienen, die Entwicklung von MNT voranzutreiben.
- Distinguished Student Award. Dieser Preis wird seit 1997 jährlich an den meist versprechenden Studenten im Feld Nanotechnologie verliehen und ist mit US$ 1.000 dotiert.
- Foresight Prize in Communication. Dieser Preis wird seit 2000 für "herausragende journalistische oder andere kommunikative Leistungen verliehen, die zur Aufklärung der Öffentlichkeit über molekulare Nanotechnologie oder eine andere im Entstehen begriffene Schlüsseltechnologie beitragen, die einen großen Einfluss auf Gesellschaft oder Umwelt hat". Der Preis ist mit US$ 1.000 dotiert.